# Денисова, Елена Борисовна
Елена Борисовна Денисова (нем.  Elena Denisova; род. 14 февраля 1963, Москва) — австрийская скрипачка.

## Очерк биографии и творчества
В 1980 году окончила Центральную музыкальную школу при Московской государственной консерватории, в 1985 г. — Московскую государственную консерваторию по классу В. А. Климова; помимо того, брала уроки у О. М. Кагана. В том же году была удостоена III премии Международного конкурса скрипачей им. Вацлава Хумла (Загреб), в 1987 — III премии Международного конкурса музыкантов-инструменталистов (Маркнойкирхен). В 1985-89 — солистка Московской государственной филармонии; в 1990-93 — концертмейстер первых скрипок в оркестре Муниципального театра г. Клагенфурт. В 1992 г. получила гражданство Австрии, живёт в Вене.
Гастролировала на престижных концертных площадках Европы, в том числе в Musikverein Вены, в Берлинской филармонии, в Большом фестивальном зале Зальцбурга, на Фламандском радио и телевидении (VRT, Брюссель). В обширном концертном репертуаре и дискографии Денисовой — помимо традиционной для скрипачей барочной (А. Вивальди, И. С. Бах) и классико-романтической музыки (Й. Гайдн, И. Хандошкин, М.Регер и др.) — отдельное место занимают сочинения современных австрийских композиторов, таких как Н. Феодороф (1931—2011), Г. Нойман (р. 1938), Д. Кауфман (р. 1941), В. Данцмайр (Wolfgang Danzmayr, р. 1947), Г. Прой (Gabriele Proy, р. 1965) и др. Среди прочего, Денисова впервые исполнила и записала ряд сочинений М. Коллонтая, в числе которых посвящённые ей автором Партита-Завещание для скрипки соло (1993, записано в 2000 г.) и «Agnus Dei» для скрипки с оркестром (2001, записано в 2012 г.). 
Среди аудиозаписей Денисовой (всего более 25 альбомов) выделяется запись «Времён года» Вивальди (2008), где для каждого из четырёх концертов Денисова использовала отдельный (и чрезвычайно дорогой) исторический инструмент — две разных скрипки Страдивари, одну Гварнери и одну Руджери.
Денисова — участник международных музыкальных фестивалей, среди которых «Каринтийское лето» (Оссиах), «Фламандский фестиваль» (Гент, Брюссель и др.), «Хёрганг» и «КлангБоген» (Вена), «Люблянский фестиваль», «Русская зима» (Москва), «Весенние концерты» (Парма), «Бетховенский фестиваль» (Бонн), Фестиваль Св. Геллерта (Сегед).

## Музыкально-общественная деятельность
В 1995 году по инициативе Денисовой создано «Австрийское музыкальное общество имени Густава Малера». Под эгидой этого общества при участии своего мужа, дирижёра и пианиста Алексея Корниенко организовала «Ансамбль Густава Малера». Денисова и Корниенко также основали струнный камерный оркестр «Collegium Musicum Carinthia» (1992). С 2001 года Денисова — председатель музыкальной ассоциации «Classics etcetera» (Вена), которая занимается концертной деятельностью, с 2002 года — президент музыкального фестиваля «Wörtersee Classics» («Классика на Вёртер-Зе», Клагенфурт).

## Избранная дискография
- J. S. Bach, M. Kollontaj: Partitas for Violin Solo (И. С. Бах, М. Коллонтай. Партиты для скрипки соло). — E. Denisova (violin) — EtCetera Records (KTC 1236, 2000)
- A. Vivaldi: Le Quattro Stagioni (А. Вивальди. Времена года). — E. Denisova (Violinen und Leitung), Gustav Mahler Ensemble — DEKA Media (DMCD001, 2008)
- Nikolaus Fheodoroff: Konzert für Violine, Streichorchester und Pauken (Н. Феодороф. Концерт для скрипки, струнного оркестра и литавр). — E. Denisova (Violine), A. Kornienko (Dirigent), Collegium Musicum Carinthia — DEKA Media (DMCD004, 2009)
- J. Haydn: Violinsonaten (Й. Гайдн. Сонаты для скрипки и фортепиано). — E. Denisova (violin), A. Kornienko (piano) — Gramola (98886/87, 2010)
- Dieter Kaufmann: En Face. — E. Denisova (violin), A. Kornienko (conductor), Collegium Musicum Carinthia — DEKA Media (DMCD012, 2014)
- M. Reger: Violin concerto A major, op. 101; orch. by R. Kolisch (М. Регер. Концерт для скрипки ля мажор, op. 101; оркестровка Р. Колиша). — E. Denisova (violin), A. Kornienko (piano), Gustav Mahler Ensemble — OehmsClassics (OC 1862, 2016)[7]
- Aus kaiserlicher Zeit / From Imperial Vienna (Музыка императорской Вены). — E. Denisova (violin), A. Kornienko (piano), Gustav Mahler Ensemble — Sony Classical (2017)